# Gao od Južnog Qija
Car Gao od Južnog Qija (kineski 南齊高帝) (427. – 482.), osobno ime Xiao Daocheng (蕭道成), kurtoazno ime Shaobo (紹伯), nadimak Doujiang (鬥將), bio je prvi car, odnosno osnivač kineske dinastije Južni Qi. Rodio se u obitelji državnih službenika koji su tvrdili da potiču od znamenitog državnika Xiao Hea. Sam je služio kao general u službi dinastije Liu Song, odnosno njenih careva cara Minga i cara Houfeija. Kada je zaključio da ga mladi, ali okrutni car Houfei namjerava pogubiti, godine 477. je organizirao puč u kome je car svrgnut i ubijen. Novim carem je postao Houfeijev brat Liu Zhun (car Shun), ali ga je već 479. Xiao Daocheng natjerao abdicirati, a sam je preuzeo prijestolje. Umro je tri godine kasnije, a naslijedio ga je sin Xiao Ze (car Wu). 